# Filip Dagerstål
Filip Dagerstål, né le 1er février 1997, est un footballeur suédois. Il évolue au poste de milieu défensif au Lech Poznań.

## Biographie
En 2014, Dagerstål signe son premier contrat professionnel, d'une durée de trois ans, avec l'IFK Norrköping. Il fait ses débuts en compétition pour le club lors d'un match d'Allsvenskan contre l'IFK Göteborg en remplaçant Alhaji Kamara.
Il participe avec le club de l'IFK Norrköping aux tours préliminaires de la Ligue des champions et de la Ligue Europa.
Durant le mois de janvier 2021, Dagerstål signe un contrat de trois ans en faveur du club russe du FK Khimki.
Son prêt se termine à la fin de la saison 2023, et le Lech Poznań souhaiterait l'acquérir afin de pallier la suspension de son défenseur central Bartosz Salamon.

## Statistiques
| Saison                | Club                  | Championnat           | Championnat | Championnat | Coupe(s) nationale(s) | Coupe(s) nationale(s) | Compétition(s) continentale(s) | Compétition(s) continentale(s) | Compétition(s) continentale(s) | Total | Total |
| Saison                | Club                  | Division              | M.          | B.          | M.                    | B.                    | Comp.                          | M.                             | B.                             | M.    | B.    |
| 2014                  | IFK Norrköping        | D1                    | 2           | 0           | -                     | -                     | -                              | -                              | -                              | 2     | 0     |
| 2015                  | IFK Norrköping        | D1                    | 6           | 1           | 4                     | 0                     | -                              | -                              | -                              | 10    | 1     |
| 2016                  | IFK Norrköping        | D1                    | 16          | 0           | 1                     | 0                     | C1                             | 1                              | 0                              | 18    | 0     |
| 2017                  | IFK Norrköping        | D1                    | 28          | 2           | 7                     | 1                     | C3                             | 4                              | 0                              | 39    | 3     |
| 2018                  | IFK Norrköping        | D1                    | 24          | 2           | 2                     | 0                     | -                              | -                              | -                              | 26    | 2     |
| 2019                  | IFK Norrköping        | D1                    | 27          | 1           | 3                     | 0                     | C3                             | 6                              | 0                              | 36    | 1     |
| 2020                  | IFK Norrköping        | D1                    | 29          | 0           | 2                     | 0                     | -                              | -                              | -                              | 31    | 0     |
| Sous-total            | Sous-total            | Sous-total            | 132         | 6           | 19                    | 1                     | -                              | 11                             | 0                              | 162   | 7     |
| 2020-2021             | FK Khimki             | D1                    | 10          | 0           | -                     | -                     | -                              | -                              | -                              | 10    | 0     |
| 2021-2022             | FK Khimki             | D1                    | 17          | 0           | -                     | -                     | -                              | -                              | -                              | 17    | 0     |
| Sous-total            | Sous-total            | Sous-total            | 27          | 0           | -                     | -                     | -                              | -                              | -                              | 27    | 0     |
| 2022                  | IFK Norrköping (prêt) | D1                    | 8           | 0           | -                     | -                     | -                              | -                              | -                              | 8     | 0     |
| Total sur la carrière | Total sur la carrière | Total sur la carrière | 167         | 6           | 19                    | 1                     | -                              | 11                             | 0                              | 197   | 7     |

## Palmarès
IFK Norrköping
- Champion de Suède en 2015
- Finaliste de la Coupe de Suède en 2017